# 스테노펠릭스
스테노펠릭스(Stenopelix, 좁은 골반이라는 의미)는 조반류 공룡으로 백악기 전기 독일에 살았다. 아마도 백악기 바레미아절, 1억3000만년에서 1억2500만년 전에 살던 원시적인 각룡류였을 것이다. The genus is based on a partial skeleton lacking the skull, and its classification is based on characteristics of the hips.

## 발견과 종
1855년에 하를 언덕에 위치한 뷔케부르크 부근의 사암 채석장에서 작은 공룡의 화석이 발견되었다. 뼈의 대부분은 보존상태가 좋지 않아 처리 과정에서 제거되었고, 쪼개진 암석 양쪽에 두 쌍의 빈 공간을 남겼다. 이 암석판은 완전히 겹쳐지지 않았다. 빈 공간을 주형 틀처럼 활용하여 여러 개의 석고 및 라텍스 캐스트가 만들어졌고 이 표본이 연구에 이용되었다. 원래는 뷔케부르크 김나지움 아돌피눔에 보관된 막스 발레르 슈테트 컬렉션의 일부였으나 1976년에 괴팅겐의 게오르그-아우구스트 대학으로 옮겨져 지금은 괴팅겐 대학 지질과학센터(Geowissenschaftliches Zentrum der Universität Göttingen)의 컬렉션에 소장되어 있다.
1857년에 크리스티안 에리히 폰 마이어는 이 화석으로부터 모식종 스테노펠릭스 발덴시스(Stenopelix valdensis)를 명명하였다. 속명은 "좁다"는 의미의 그리스어인 스테노스 stenos 와 "골반"이라는 의미의 펠릭스 pelyx에서 온 것이다. 종명은 빌덴 층(Wealden Formation)에서 유래한 것이다. 완모식표본인 GZG 741/2 (이전에는 GPI 741-1, 2)는 오베른키르헨 사암층(Obernkirchen Sandstein Formation)에서 발견되었으며 목과 두개골을 제외한 거의 완벽한 골격의 흔적으로 구성되어 있다.

## 고생물학
스테노펠릭스는 소형 초식동물이었다. 보존된 엉덩이와 꼬리를 합친 길이는 97 센티미터에 불과하고, 대퇴골의 길이는 14 센티미터이다. 골반의 여러 특징들로 종을 구분할 수 있다. 장골은 뒤로 갈수록 좁아져 끝부분은 둥근 형태다. 좌골은 중간쯤에서 가장 두껍고 눈에 띄게 꺾어져 있다.

## 분류

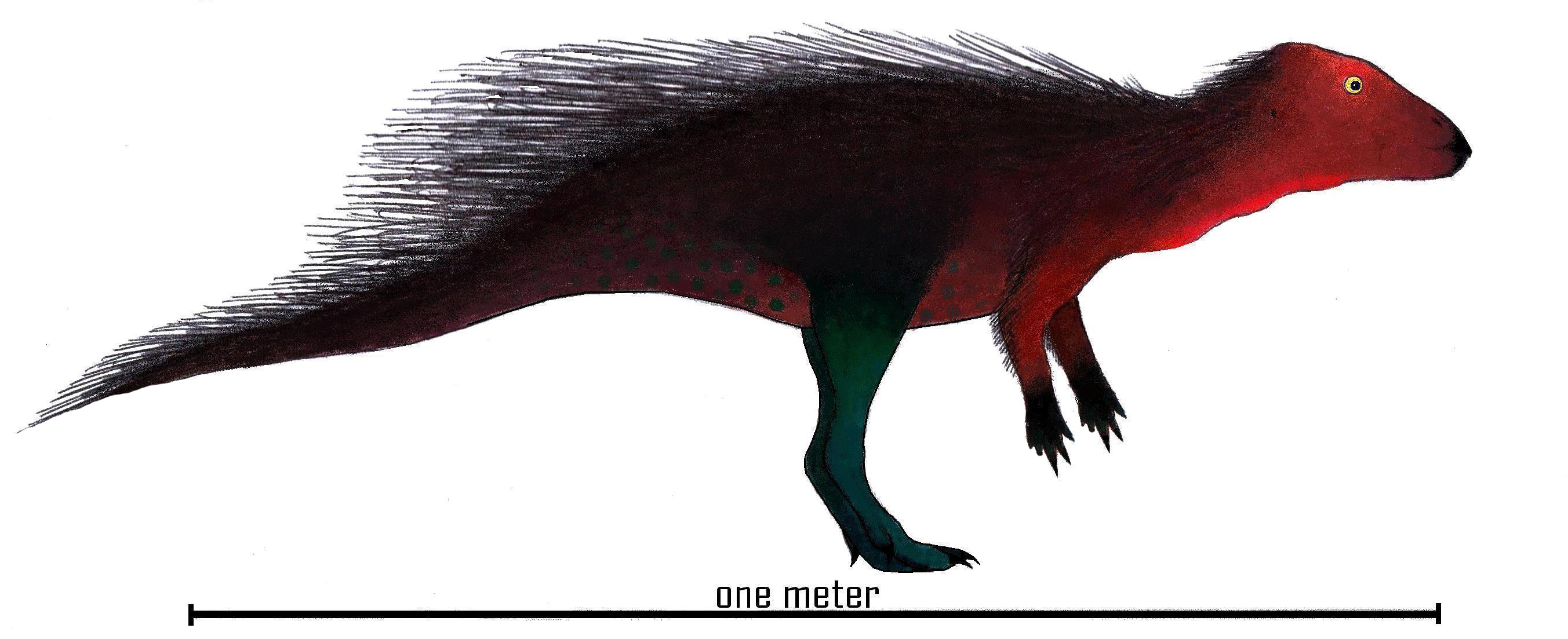
복원도

두개골이 없다는 점 때문에 스테노펠릭스의 분류에는 논쟁이 많았다. 1960년대 이전에 스테노펠릭스는 조각류로 분류되곤 했다. 테레사 마리안스카는 1974년에 스테노펠릭스의 관골구에 치골이 포함되어 있지 않고 꼬리 부위에 갈비뼈가 뚜렷한 것을 가지고 스테노펠릭스가 원시적인 후두류일 것이라고 제안했다. 1982년에 피터 골턴은 "치골" 이 실제로 관골구의 일부이며 "꼬리 갈비뼈" 가 천골 쪽의 갈비뼈라는 것을 보였다. 좌골이 굽은 정도나 폐쇄공이 없다는 점 등은 다른 후두류에서는 볼 수 없는 특징들이다. 골턴은 스테노펠릭스가 각룡류라고 결론내렸다.
폴 세레노의 분지학적 분석에 따르면 스테노펠릭스는 후두류에 속한다. 하지만 고생물학자 리차드 버틀러와 로버트 설리반은 스테노펠릭스를 정확한 분류를 알 수 없는 (incertae sedis) 마르기노케팔리아 로 보며 후두류의 파생공유형질이라고 생각되는 특징들이 잘못된 감정에 의한 것이거나 같은 특징이 각룡류 일부에서도 나타나는 것으로 보이므로 타당성이 떨어진다고 주장했다. 2011년에 버틀러와 동료들이 분지학적 분석을 수행하여 스테노펠릭스가 원시적인 각룡류이며 자매분류군은 인롱이라는 것을 보였다.